# Gerry Weber Open 2014
Gerry Weber Open 2014 — тенісний турнір, що проходив на трав'яних кортах у місті Галле, Німеччина з 9 червня. Належав до категорії ATP World Tour 250.

## Фінальна частина

### Одиночний розряд
Роджер Федерер —  Алехандро Фалья 7–6(7–2), 7–6(7–3)

### Парний розряд
Андре Бегеманн /  Юліан Ноул —  Марко К'юдінеллі /  Роджер Федерер 1–6, 7–5, [12–10]